# 西府海棠
西府海棠（学名：Malus micromalus）为蔷薇科苹果属的植物，为中国的特有植物。分布在中国大陆的云南、甘肃、陕西、山东、山西、河北、辽宁等地，生长于海拔100米至2,400米的地区，目前已由人工引种栽培。在北方干燥地带生长良好，喜光，耐寒，耐干旱，忌水湿。是绿化工程中较受欢迎的产品，是华中华北最常见的“海棠”。西府海棠因生长于西府（今陕西省宝鸡市）而得名,2009年4月24日被选为其市花。

## 别名
海红（本草纲目），小果海棠（华北经济植物志要），子母海棠（河北土名）

## 形态特征
落叶乔木，高可达8米；小枝圆柱形，直立，幼时红褐色，被短柔毛，老时暗褐色，无毛。叶片椭圆形至长椭圆形，长5-8厘米，宽2-3厘米，先端渐尖或圆钝，基部宽楔形或近圆形，边缘有紧贴的细锯齿，有时部分全缘，幼时两面被柔毛，不久脱落无毛；叶柄长1.5-3厘米，被短柔毛；托叶膜质，披针形，全缘。
花序近伞形，具花5-8朵；花梗细，长2-3厘米，被稀疏柔毛；花直径4-5厘米；萼筒外面无毛或有密柔毛；萼裂片三角状卵形，长3-毫米，比萼筒短或近等长，先端急尖，全缘，外面无毛或近于无毛，内面被白色绒毛；花瓣卵形，基部具短爪，长2-2.3厘米，白色，初开放时粉红色至红色；雄蕊20-25(30)枚，长为花瓣之半；花柱5个，稀4个，比雄蕊稍长，基部具白色绒毛。花瓣为白色到淡粉色，单瓣或重瓣，4～7朵一簇。盛花期在四月，花期约半月。
果实近球形，俗称“海棠果”，九月成熟，直径1.5-2厘米，黄色，基部不下陷，萼裂片宿存，酸甜可口，可鲜食，也可加工（如北京蜜饯中的“海棠”）；果梗细，长3-4厘米，先端稍肥厚。

## 参考文献

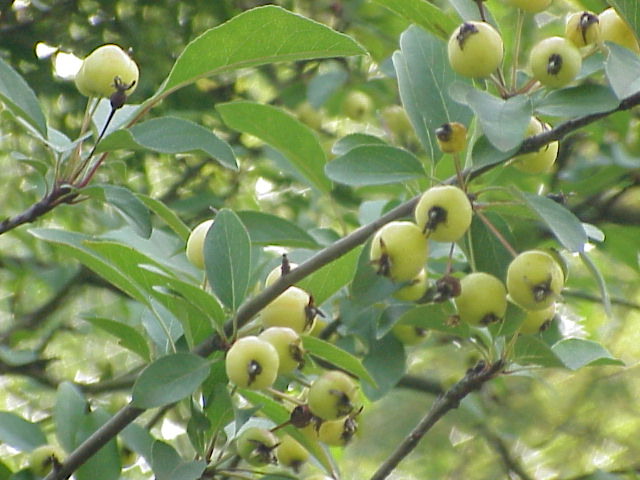
未成熟的海红果